# Charles-Juste de Beauvau-Craon
Ne doit pas être confondu avec Charles-Just de Beauvau-Craon.
Pour les articles homonymes, voir Famille de Beauvau, Beauvau-Craon et Beauvau.
Charles-Juste de Beauvau, 2e prince de Beauvau (1754) et prince de Craon, maréchal de France (1783), est un aristocrate et militaire français né à Lunéville le 10 septembre 1720 et mort le 21 mai 1793 à Saint-Germain-en-Laye.

## Biographie

### Famille
Charles-Juste de Beauvau-Craon est le fils de Marc de Beauvau-Craon (1679-1754), 1er prince de Beauvau, et d'Anne-Marguerite de Ligniville (1686-1772), comtesse du Saint-Empire, dame d'honneur de la duchesse de Lorraine, et maîtresse du duc Léopold Ier.
Il est frère de la marquise de Boufflers, la maîtresse en titre du duc-régnant de Lorraine Stanislas Leszczyński et de la Maréchale de Mirepoix, "conseillère" des favorites du roi Louis XV de France.
Il épouse en premières noces, le 3 avril 1745, Marie-Sophie-Charlotte de La Tour d'Auvergne (1729-1763), fille d'Emmanuel-Théodose de La Tour d'Auvergne, duc de Bouillon, dont il a une fille : 
- Anne-Louise-Marie (1750-1834) qui épouse Philippe-Louis de Noailles, vicomte de Lautrec et prince de Poix.

Veuf en 1763, il épouse en secondes noces en mars 1764, Marie-Charlotte-Sylvie de Rohan-Chabot (1729-1807). Ce second mariage reste sans postérité.

### Carrière militaire
Entré comme volontaire au service de la France, il est nommé lieutenant de cavalerie le 10 décembre 1738, colonel du Régiment des Gardeş de Lorraine le 1er mai 1740, et se distingue sous le maréchal de Belle-Isle au siège de Prague en 1741. Brigadier le 16 mai 1746, maréchal de camp le 10 mai 1748, lieutenant général le 28 décembre 1758, il est nommé gouverneur de Bar-le-Duc et commande en chef les troupes envoyées en Espagne en 1762.
Il est nommé gouverneur du Languedoc le 12 juin 1747. En 1767, il s'illustre en faisant libérer les dernières prisonnières de la Tour de Constance, dont Marie Durand. C'est le moment où il est consulté par Pierre Gilbert de Voisins, qui prépare pour le roi un mémoire sur la politique à mener vis-à-vis des protestants. Il est ensuite gouverneur de Provence (1782-1790), où il sait se faire aimer des ressortissants de cette province.
Le prince de Beauvau est fait maréchal de France le 13 juin 1783. En 1789, il est secrétaire d'État à la Guerre pendant seulement cinq mois. Partisan des réformes, il n'est pas inquiété sous la Révolution, et meurt dans son lit en plein milieu de la Terreur, laissant une veuve inconsolable.

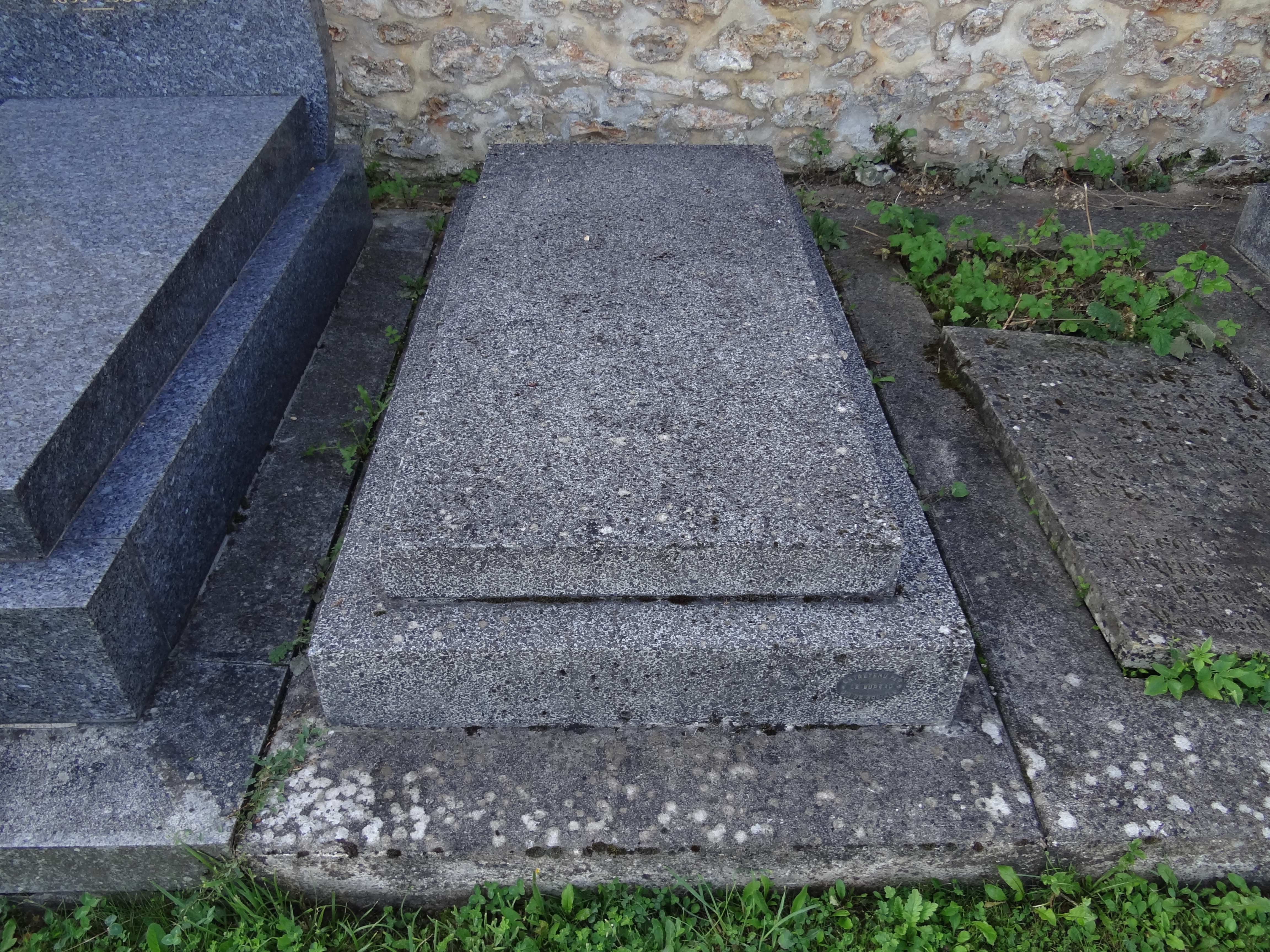
La tombe de Charles-Juste de Beauvau-Craon au cimetière nouveau de Saint-Germain-en-Laye (Yvelines).

Ses restes se trouvent de nos jours dans une tombe anonyme du nouveau cimetière de Saint-Germain-en-Laye dans les Yvelines.

### Autres fonctions
Il est bailli du bailliage de Bar-le-Duc de 1778 à 1790.

### Distinctions et honneurs
Grand d'Espagne de première classe le 11 mai 1754, il est fait chevalier de l'Ordre du Saint-Esprit (Versailles, 2 février 1757).
Nommé à l'Académie française en février 1771 alors qu'il n'a jamais rien écrit, il participe activement aux travaux académiques. Il est également membre associé de l'Académie des sciences, membre honoraire de l'Académie des inscriptions et belles-lettres (1782) et membre des académies italiennes de l'Accademia Etrusca à Cortone (Toscane) et l'Accademia della Crusca à Florence.
Il s'entoure d'un cercle d'hommes de lettres parmi lesquels Jean Devaines, le philosophe Jean-François Marmontel, le poète Jean-François de Saint-Lambert. Le chevalier Stanislas de Boufflers, neveu du maréchal, anima longtemps son salon.

### Résidences
- Hôtel de Beauvau, place Beauvau à Paris (8e arrondissement) : Le maréchal de Beauvau laisse son nom à l'hôtel de Beauvau, où siège aujourd'hui le ministère de l'Intérieur, dont il est le locataire de 1770 environ à sa mort.
- Château du Val à Saint-Germain-en-Laye (Yvelines) : Le prince de Beauvau le fait transformer vers 1776[5] par l'architecte Galant (sans doute Nicolas Galland). La maison est surélevée d'un étage en attique et un nouveau corps de bâtiment est construit au sud. Les jardins sont traités en parc à l'anglaise, peut-être par Hubert Robert[6], ce que confirme la description très critique qu'en fait le jardinier écossais Thomas Blaikie[5]. Le prince y reçoit Benjamin Franklin en 1778.

### Armoiries
D'argent, à quatre lions de gueules, armés, lampassés et couronnés d'or, 2 et 2.,.

### Pages connexes
- Armorial des maréchaux de France ;
- Hôtel de Beauvau ;
- Liste des chevaliers de l'ordre du Saint-Esprit ;
- Liste des membres de l'Académie française par date d'élection ;
- Liste des membres de l'Académie française par fauteuil ;
- Liste des seigneurs d'Harcourt ;
- Opéra municipal de Marseille ;
- Place Beauvau ;
- Rue du Faubourg-Saint-Honoré ;